# St. Stefan (Milentija)

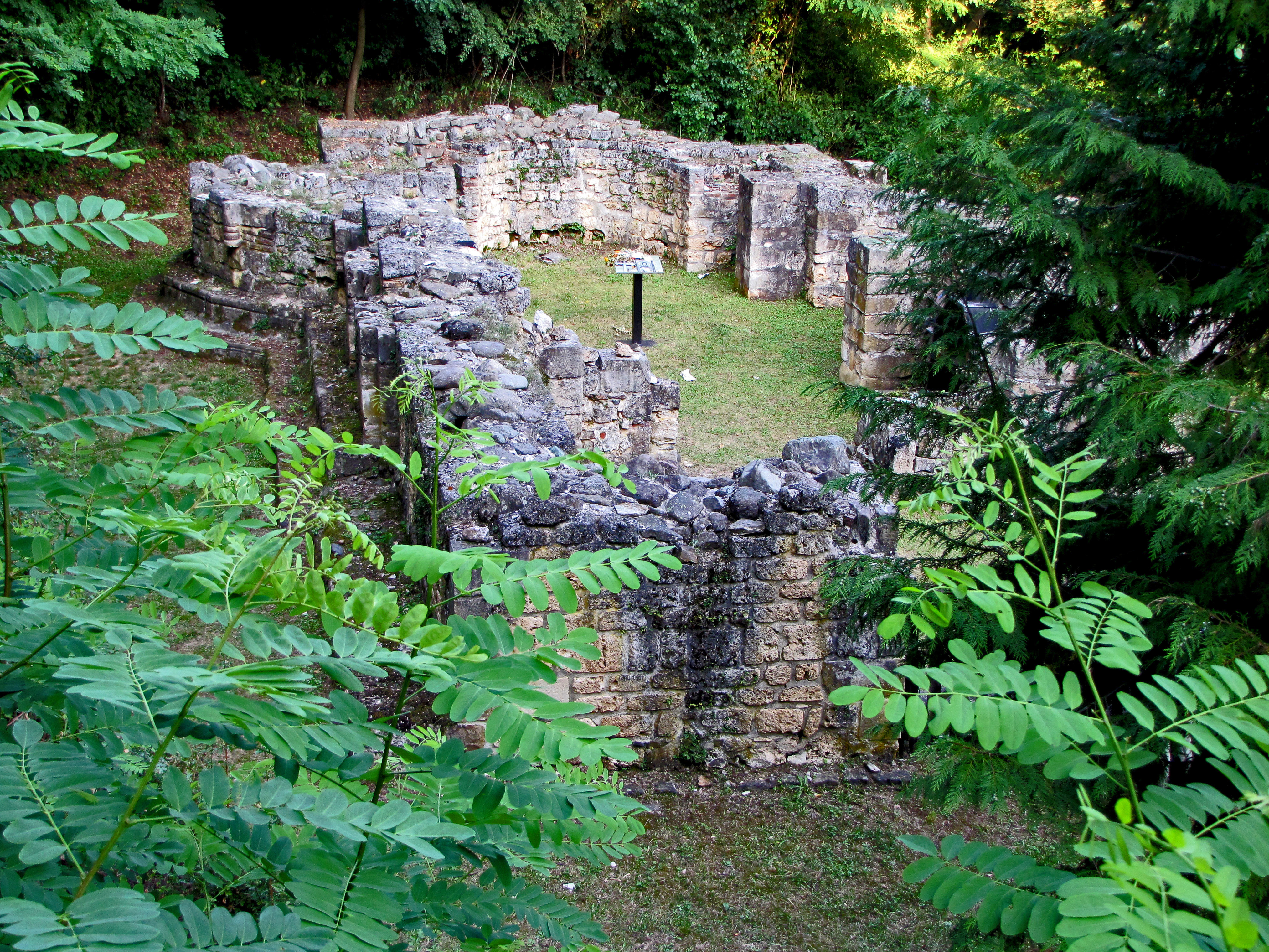
Die Ruinen der Stafanskirche in Milentija

Die St. Stefanskirche des Klosters Milentija ist Teil eines ehemaligen Klosters aus dem frühen 15. Jahrhundert an den Abhängen des Kopaonik in der Gemeinde Brus in Serbien. Es sind keine historischen Dokumente zur Kirche bekannt, daher sind weder gesicherte Daten über deren Erbauer noch die Daten der Erbauung und endgültigen Zerstörung belegt. Während der ersten wissenschaftlichen Grabungen, die 1960 begannen, wurde ein überaus reiches plastisch und künstlerisch herausragendes Baudekor der Kirche entdeckt, das sie zu einem Hauptwerk der Morava-Schule und der serbischen Steinmetzkunst macht. Der Grundriss der Kirche, der bis zu einer Höhe von zwei Metern ausgegraben wurde, lässt durch die fast identische Grundrissform zu der Klosterkirche Kalenić sowie der Lazarica, der Hofkirche Fürst Lazars, einen Erbauer aus dem Umkreis der gleichen Werkstätten mutmaßen.

## Baudekor

Rekonstruierte Rosette, Milentija, Ende 14. oder Anfang 15. Jh.

Im Baudekor von Milentija sind Ornamente mit tierischen und pflanzlichen Motiven augenfällig, die Archivolten und Rosetten wurden in hoher stilistischer Qualität und Vielfalt mit größter Präzision gearbeitet. Die hohe Kunstfertigkeit der Steinmetzarbeiten der etwa 400 erhaltenen Fragmente der Bauplastik wird besonders durch ihre große Plastizität und den Reichtum an Einzelmotiven pflanzlicher Ornamentik hervorgehoben.
Die Rosetten waren integrale Bestandteile der architektonischen Dekoration Milentijas. In der Ornamentik dieser Rosetten fallen besonders die in der Steinmetzkunst der Morava-Schule erstmals genutzten Palmetten zwischen den acht verwobenen Bändern der perforierten Steinplastik auf.
Im Serbischen Nationalmuseum von Belgrad finden sich eine komplett rekonstruierte Rosette sowie mehrere Archivolten aus Milentija in der permanenten Ausstellung.

## Archäologische Grabungen und geplante Rekonstruktion
Eine neuerliche archäologische Grabung wurde 2010 durch Mirko Kovačević eingeleitet. Dabei ist an eine komplette Wiederherstellung der Kirche ab 2013 gedacht.